# ゼンショー
株式会社ゼンショーホールディングス（英: ZENSHO HOLDINGS CO.,LTD.）は東京都港区港南（品川駅前）に本社を置く、「すき家」をはじめとした多くの外食チェーンやスーパーマーケット等を傘下に持つ日本の持株会社。
東証プライム市場に上場しており、日本の外食産業で初めて株式の時価総額が1兆円を超えた業界トップ企業である。

## 概要
「世界から飢餓と貧困を撲滅する」を企業理念に掲げ、「世界中の人々に安全でおいしい食を手軽な価格で提供する」ことを使命としている。M&Aによる事業展開に積極的であり、特に2000年以降は、各ジャンルの外食チェーンを次々と買収し傘下に収めている。
連結子会社として、
- 牛丼とカレーライスを中心とする外食チェーン「すき家」
- ファミリーレストランチェーン「ココスジャパン」
- イタリアンレストランチェーン「ジョリーパスタ」
- 丼物と京風うどんを中心とする外食チェーン「なか卯」
- 寿司チェーン「はま寿司」
- 焼肉レストラン「TAG-1」
- ハンバーガーを中心とするファストフード店「ロッテリア」

などを有する。なお、グローバル分野では「すき家」を中国やタイなど8つの国と地域で展開している。
社名の由来は、「全部勝つ・全勝」、「善なる商売・善商」、また日本企業であることから「禅の心で行う商売・禅商」の3つを意味している。

## 歴史
参照：

### ゼンショーとすき家の起こり
1982年（昭和57年）6月30日、横浜市鶴見区にゼンショーが創業。横浜工場に本社を併設し、トタン張りの工場の一角に事務所を設けていた。
同年7月には京浜工業地帯の労働者をターゲットに、持ち帰り弁当店「ランチボックス」1号店として生麦店を出店。店舗は京急本線生麦駅東口の国道15号（第一京浜道路）大黒町入口交差点にあった。
ところが、注文に応じ複数のおかずを作るオペレーションは手間もかかったこともあり、弁当店「ランチボックス」は経営不振となる。これを受けて、吉野家出身であった小川賢太郎（創業者）は牛丼店の出店を思いつき、「すき家」1号店として生麦駅前店を出店。これがヒットし、現在のゼンショーグループの礎となった。
後にランチボックスと、すき家生麦駅前店は閉店、本社も移転したため鶴見区の横浜工場と旧社屋、すき家1号店は現存しない。本社と工場の建物は解体されマンションが建設された。「ランチボックス」の建物のみ現存し、ゼンショーグループとは無関係の居酒屋が居抜き出店している。
「すき家」のロードサイド店舗の外観デザインは、赤レンガ調の壁面で屋根には時計台が設置されている。これは、横浜市開港記念会館の時計台と横浜赤レンガ倉庫をモチーフとしたもので、創業の地であり文明開化以来の牛肉食文化に縁の深い横浜を象徴したデザインとなっている。また「すき家」の店名は、文明開化により広く食されるようになった「すき焼き」と「好き」を掛けて命名したものである。

### 年譜

#### 1980年代
- 1982年6月30日 - 横浜市鶴見区で初代株式会社ゼンショーを設立。横浜工場に本社事務所を併設（上記）。
- 1982年7月 -「ランチボックス」1号店として生麦店を開店。
- 1982年11月 -「すき家」1号店として生麦駅前店（ビルイン店舗）を開店[10]。
- 1987年7月 - 立食形式の「すき家」1号店として、水戸店を開店。

#### 1990年代
- 1997年8月25日 - 店頭登録市場（後のジャスダック）に株式を店頭公開[11]。
- 1999年9月10日 - 東証第二部市場に上場。

#### 2000年代
- 2000年7月 - スーパーマーケット（SM）チェーンのカスミから、ファミリーレストランのココスジャパンを買収[12]。
- 2000年10月 - 設備・メンテナンスの子会社として、テクノサポート（現：テクノ建設）を設立。
- 2000年11月 - 食材調達の子会社として、グローバルフーズ（現：ゼンショー商事）を設立。
- 2001年3月 - 2000年9月の松屋・2001年3月初めの神戸らんぷ亭の値下げに追随し、5日より牛丼（並）を400円から280円に値下げ[13][14][15]（2004年2月まで）。牛丼の低価格化競争が激化。
- 2001年9月1日 - 日本で初めてBSE感染疑いの牛が発見され、国内でもBSE問題が表面化。詳細は「日本のBSE問題」を参照。
- 2001年9月 - 東証第一部市場に銘柄指定替え。
- 2002年5月 - 西洋フードシステムズ（現：コンパスグループ・ジャパン）から、ロードサイドレストラン「CASA」の一部店舗を買収（後に、COCO'Sブランドに統合）。
- 2002年6月 - 消耗品、備品調達の子会社として、グローバルテーブルサプライを設立。
- 2002年10月 - 回転寿司の連結子会社として、はま寿司を設立。
- 2002年12月 - 大手GMSチェーンのダイエーより、ハンバーガーチェーンのウェンコ・ジャパンの全株式を取得[16]。
- 2002年12月 - 連結子会社のココスジャパンがダイエーより、ハンバーグ&ステーキレストランのビッグボーイジャパンの全株式を取得[16]。
- 2003年12月26日 - BSE問題の拡大により、日本政府がアメリカ産牛肉の輸入を全面停止[17]。
- 2004年2月 - グループ会社の本部機能を集約し、東京都港区港南2丁目へ本社移転。
- 2004年2月5日 - 牛丼の販売を休止[18]。
- 2004年9月17日 - オーストラリア産牛肉を使用した形で、牛丼の販売を再開[19]。
- 2005年1月 - 中国法人として、可口食餐飲（上海）有限公司（現：英: Zensho Restaurant (Shanghai) Co., Ltd.）を設立[20]。
- 2005年2月26日 - 大手総合商社の双日から、牛丼チェーンのなか卯の株式33%を取得[21]。
- 2005年8月5日 - なか卯に対するTOBが成立、同社の株式60%を取得[22]。
- 2006年4月1日 - 連結子会社の2代目サンビシ[注釈 2]が、民事再生手続中の調味料メーカーの初代サンビシの事業を譲受け[23]。
- 2006年6月 - 家庭用冷凍食品などの販売子会社として、グローバルピザシステム（現：2代目トロナジャパン）を設立。
- 2006年8月1日 - ピザ専門店を手掛ける初代トロナジャパンから、「シカゴピザファクトリー」の営業を一部譲受け。
- 2007年2月 - 青果物の販売を手掛けるユナイテッドベジーズの株式を取得。
- 2007年3月8日 - 回転寿司チェーンのカッパ・クリエイト（カッパC）と資本業務提携、同社の株式31.0%を取得[24]。
- 2007年3月23日 - 回転寿司チェーンのあきんどスシローの株式27.23％を取得[25]。
- 2007年3月26日 - イタリアンレストランのサンデーサン（現：ジョリーパスタ）への友好的TOBが成立、同社の株式52.0%を取得[26]。
- 2007年7月27日 -「すき家」沖縄県の1号店として、コザ・ミュージックタウン店がオープン（日本全国の出店達成）[27]。
- 2007年8月 - 求人募集の子会社として、ゼンショーベストクルーを設立。
- 2008年1月 - 企業ロゴを刷新。
- 2008年1月 - 畜産の子会社として、善祥園を設立。
- 2008年6月 - IT関連の子会社として、グローバルITサービスを設立。
- 2008年8月14日 - カッパCの保有株式31.09%のうち、20.59%を自己株式立会外買付取引で同社に売却すると共に、カッパCとの資本業務提携の凍結も発表[28][29]。
- 2008年8月 - ブラジル法人として、Zensho Do Brasil Comercio De Alimentos Ltda.を設立。
- 2008年9月30日 -「すき家」の店舗数がライバルの吉野家（1077店舗）を抜いて1087店舗となり、牛丼業界の首位に立つ[30]。
- 2008年10月23日 - 和食チェーンの華屋与兵衛を買収[31]。
- 2008年11月 - 関連会社のあきんどスシローの経営陣がMBOを実施、ゼンショーグループを離脱[32]。
- 2009年9月30日 - ラーメン店運営子会社のGMフーズを吸収合併[33]。
- 2009年12月31日 - 米国の大手ファストカジュアルチェーンのWendy's International, Inc.とのFC契約を解消、ハンバーガー事業より撤退[34][35]。

#### 2010年代
- 2010年3月24日 - 株式交換により、なか卯と大和フーヅの両社を完全子会社化[36]。
- 2011年2月 - タイ法人として、Zensho (Thailand) Co., Ltd.を設立。
- 2011年5月13日 - 同年3月期の連結売上高が日本マクドナルドホールディングスを抜き、日本の外食産業で首位となった[37]。
- 2011年10月1日 - 持株会社体制に移行[38]。「すき家」などの店舗運営事業を、2代目ゼンショー[注釈 3]として分社化ののち、旧商号の初代ゼンショーから、株式会社ゼンショーホールディングスに変更。
- 2011年10月1日 - メキシコ法人として、Zensho Food De Mexico S.A. de C.V.を設立。
- 2011年12月1日 - 食品製造業の子会社として、GFFを設立[39]。
- 2012年3月 - マレーシア法人として、ZENSHO FOODS MALAYSIA SDN. BHD.を設立。
- 2012年4月 - 特例子会社として、ゼンショービジネスサービスを設立[40]。
- 2012年7月28日 -「ブラック企業大賞2012 ありえないで賞」受賞。授賞理由は「度重なる違法行為へのアルバイト従業員からの提訴に、駄々をこねる子どもにも似た対応と社会への責任を負う企業のものとは思えない言い分」[41]。
- 2012年10月 - 再生可能エネルギーの子会社として、ゼンショー・クリーン・エナジーを設立。
- 2012年11月8日 - SMチェーンのマルヤ（現：ジョイマート）をTOBにより買収[42]。
- 2013年1月 - 玄米・精米の販売子会社として、ゼンショーライスを設立。
- 2013年4月 - 台湾法人として、台湾善商股份有限公司（英: Zensho Taiwan Co., Ltd.）を設立。
- 2013年4月 - インドネシア法人として、PT. Zensho Indonesiaを設立。
- 2013年10月 - SMチェーンのマルエイ（現：ジョイマート）の株式を取得。
- 2013年12月27日 - 小売事業の中間持株会社として、日本リテールホールディングスを設立。
- 2014年1月 - 介護事業を手掛ける介護サービス輝（現：輝）を子会社化[43]。
- 2014年3月26日 - 連結子会社のマルヤの全株式を、日本リテールHDに移管[44]。
- 2014年4月28日 -「すき家」における店舗の一時閉店問題（後述）を受けて「『すき家』の労働環境改善に関する第三者委員会」を設置[45]。
- 2014年6月 - 連結子会社のゼンショーが、「すき家」事業を7地域[注釈 4]に分社化[46]。
- 2014年7月31日 - 第三者委員会から調査報告書を受領、すき家の労働環境改善に向けた改革の実施要領を発表[47]。
- 2014年8月6日 - SMチェーンの尾張屋の株式を取得[48][49]。
- 2014年10月1日 - すき家本部（旧2代目ゼンショー）の「すき家」を除く事業を、エイ・ダイニングに統合[50]。
- 2015年1月 - 米州事業の中間持株会社として、Zensho USA Corporationを設立。
- 2015年2月 - 製造事業の中間持株会社として、ゼンショーファクトリーホールディングスを設立。
- 2015年3月31日 - 米国法人のCatalina Restaurant Groupを、FMP SA Management Groupに売却[51]。
- 2015年4月1日 - 電子マネーの子会社として、ゼンショー・クーカを設立。
- 2015年5月 - 社内保育所の運営子会社として、かがやき保育園を設立。
- 2015年6月 - 畜産事業を手掛ける木下ファームの持分取得。
- 2015年7月 - グループ再編を実施。

1. エイ・ダイニングのレストラン事業を、TAG-1に統合。
2. エイ・ダイニングのファストフード事業の一部を、善祥カフェに統合。
3. トロナジャパンの製造事業を、TRファクトリーに統合。

- 2016年1月 - ベトナム法人として、Zensho Vietnam Co., Ltd.を設立。
- 2016年3月17日 - 株式交換により、連結子会社の華屋与兵衛を完全子会社化[52]。
- 2016年4月28日 - 連結子会社の大和フーヅの全株式を、日本製粉（現：ニップン）系のニップンドーナツホールディングスに売却[53]。
- 2016年9月 - エイ・ダイニングがファストフード事業の一部を、久兵衛屋と瀬戸うどんに分割。
- 2016年11月11日 - 中国事業の中間持株会社として、泉膳（中国）投資有限公司[注釈 5]を設立[54]。
- 2016年11月21日 - 連結子会社の日本リテールHDが、フジタコーポレーションを子会社化[55][56]。
- 2016年11月 - 介護事業のロイヤルハウス石岡と、シニアライフサポートをそれぞれ買収。
- 2017年4月 - 外食業界団体である日本フードサービス協会（JF協会）に加盟[57]。
- 2017年4月 - 保険代理店の子会社として、ゼンショー・インシュアランス・サービスを設立。
- 2017年5月 - イタリアンレストラン運営子会社として、オリーブの丘を設立。
- 2017年6月 - 介護事業の中間持株会社として、日本介護ホールディングスを設立。
- 2017年7月 - 介護事業のエンネルグを子会社化。
- 2017年12月1日 - 連結子会社のアタックが、経営難に陥っていた山田屋アタックのSM事業を譲受け。
- 2018年5月 - シンガポール法人として、Zensho Japanese Restaurant Company Pte. Ltd.を設立。
- 2018年8月 - フィリピン法人として、Zensho (Philippines), Inc.を設立。
- 2018年10月 - 香港法人として、Zensho Hong Kong Co., Ltd.を設立。
- 2018年11月 - 米国の持ち帰り寿司チェーンのAdvanced Fresh Concepts Corp.を子会社化[58]。
- 2019年1月 - レストラン事業の中間持株会社として、日本レストランホールディングス（現：ゼンショーグローバルレストランホールディングス）を設立[59]。
- 2019年2月 - 東南アジア事業の中間持株会社として、Zensho South East Asia Holdings Pte. Ltd.を設立。
- 2019年2月 - マレーシア事業の中間持株会社として、Zensho Holdings Malaysia Sdn. Bhd.を設立。
- 2019年5月 - マレーシアのファストフードチェーンのTCRS Restaurants Sdn. Bhd.の株式取得。
- 2019年6月 - 国際人財との共生社会の実現のため、JinZaiを設立。
- 2019年8月1日 - 株式交換により、連結子会社のジョリーパスタを完全子会社化[60]。
- 2019年12月 - 欧州事業の中間持株会社として、Zensho Europe Holdings B.V.を設立。

#### 2020年代
- 2020年2月18日 - 連結子会社の日本レストランHDが株式交換により、同じく連結子会社のココスジャパンを完全子会社化[61]。
- 2020年3月31日 - すき家本部が地域子会社を吸収合併のうえ、すき家に社名変更[62]。
- 2020年4月 - 障がい者の雇用推進や自立支援のため、ゼンショーストアサポートを設立。
- 2020年8月 - 酒造販売事業を手掛ける晴雲酒造の株式取得。
- 2021年3月31日 - 連結子会社のマルヤがマルエイ、尾張屋、フレッシュコーポレーション、アタックの4社を吸収合併のうえ、ジョイマートに商号変更[63]。
- 2021年6月4日 - 連結子会社のさくらみくらが、群馬県みどり市にコンビニエンスストア「さくらみくら　便利店」の1号店を出店[64]。
- 2021年6月 - 調達事業の中間持株会社として、グローバルMDホールディングスを設立。
- 2021年7月 - 水産事業を手掛けるマリックスの株式取得。
- 2021年9月 - 日本食専門店事業の中間持株会社として、ゼンショーファストホールディングス（現：ゼンショーグローバルファストホールディングス）を設立。
- 2021年10月 - 水産事業の五十嵐水産を買収。
- 2022年4月 - UXデザインのクオリティ向上のため、品川デザインを設立。
- 2022年4月 - 東証の市場区分見直しに伴い、プライム市場へ移行。
- 2023年4月1日 - 大手菓子メーカーのロッテホールディングスから、ハンバーガーチェーンのロッテリアの全株式を取得[65]。
- 2023年5月23日 -ドイツの寿司チェーンのSushi Circle Gastronomie GmbHの全株式を取得[66]。
- 2023年9月 - 米国と英国を中心に、持ち帰り寿司を展開するSnowFox Topco Limitedを買収[67]。
- 2025年4月1日 - 日本最大の石油元売りのENEOSと、廃食油を持続可能な航空燃料の原料として再活用する取り組みを開始[68]。

## 食の安全・食材管理
参照：
社長の小川賢太郎は「経営上重視するものは、一に安全、二に品質、三にコスト」と述べる。食の安全の確保のため、中央分析センター（2006年6月設立）をもち、残留農薬や食品添加物を独自にチェックしている。また、事故が起こった際には、発生から1時間以内に経営トップに事故情報が伝わるシステムを構築している。
また、食材の調達から店舗で販売するまでの食材管理を、全て自前で行っている。「マス・マーチャンダイジング(MMD)」と呼ぶこのシステムによって、安全性の確保や、味へのこだわりといった質の向上、急な需要増への柔軟な対応が図れるという。

### BSE問題への対応
2004年2月5日、BSE問題の影響により牛丼の販売を停止した。主要チェーンでは「なか卯」に続き2番目となる。同年9月17日には、オーストラリア産牛肉を使用する形で牛丼の販売を再開した。販売停止以前の牛丼の低価格化競争に伴い、販売再開とともに価格を改定し、牛丼「並」で販売停止前より70円高い350円となった。
2003年12月26日の米国産牛肉の輸入禁止措置から、2005年12月の米国産牛肉の輸入再開と再禁止を経て、2006年7月に日本政府は輸入を解禁した。一方で、ゼンショーは独自に米国の現地調査を行い、安全性が確保されていないとして米国産牛肉の使用を見送り、オーストラリア産牛肉を使用し続けていた。小川社長は「本当に消費者のために安全性を検証しているのか」と述べて、日本政府の対応を批判していた。BSE問題の収束後は、2010年12月にゼンショーも米国産牛肉の使用を再開している。

## グループ展開
参照：
ゼンショーHDは「すき家」や「なか卯」を有しているほか、積極的なM&Aにより店舗数や売上高からして飲食業界最大のグループとなった。なお、グループ入り後に、業態の変更または一部撤退をしたチェーンもある。

### 国内外食事業
- 「すき家」や「なか卯」をはじめ、レストラン、回転寿司などのファストフードチェーンを展開

株式会社ゼンショーグローバルファストホールディングス（「ゼンショーGF」、ゼンショーHD 100.0%）- ファストフード事業の統括
| - 株式会社すき家（ゼンショーGF 100.0%）- 日本最大の牛丼チェーン「すき家」の経営 - 株式会社かつ庵（ゼンショーGF 100.0%）- とんかつ専門店「かつ庵」の経営 - 株式会社ロッテリア（ゼンショーGF 100.0%）- ハンバーガー事業 - 株式会社久兵衛屋（ゼンショーGF 100.0%）-しゃぶしゃぶの「久兵衛屋」の経営 |  | - 株式会社なか卯（ゼンショーGF 100.0%）- 丼物と京風うどん「なか卯」の経営 - 株式会社善祥カフェ（ゼンショーGF 100.0%）- フェアトレードコーヒー専門カフェ「モリバコーヒー」などの経営 - 株式会社エイ・ダイニング（ゼンショーGF 100.0%）- ラーメン店「伝丸」などの経営 - 株式会社瀬戸うどん（ゼンショーGF 100.0%）- 讃岐うどん専門店「瀬戸うどん」の直営事業 |

株式会社ゼンショーグローバルレストランホールディングス（「ゼンショーGR」、ゼンショーHD 100.0%）- レストラン事業の統括
| - 株式会社ココスジャパン（ゼンショーGR 100.0%）- 大手ファミレス「COCO'S」の経営など - 株式会社ジョリーパスタ（ゼンショーGR 100.0%）- パスタ専門店「ジョリーパスタ」などの経営 - 株式会社TAG-1（ゼンショーGR 100.0%）- 焼肉チェーン「牛庵」「熟成焼肉いちばん」などの経営 |  | - 株式会社ビッグボーイジャパン（ゼンショーGR 100.0%）- 大手ハンバーグ&ステーキレストラン「ビッグボーイ」「ヴィクトリアステーション」の経営 - 株式会社オリーブの丘（ゼンショーGR 100.0%）- イタリアレストラン「オリーブの丘」の経営 - 株式会社華屋与兵衛（ゼンショーGR 100.0%）- 和食レストラン「華屋与兵衛」の経営 |

- 株式会社はま寿司（ゼンショーHD 100.0%）- 大手寿司チェーン「はま寿司」の経営

### 国際事業
- 「すき家」をはじめとしたチェーン店のグローバル展開

【米州事業】
Zensho USA Corporation（ゼンショーHD 100.0%）- 米州事業の統括
| - Advanced Fresh Concepts Corp.（Zensho USA 100.0%）- 米国での持ち帰り寿司店（直営・FC）の経営 - Zensho Food de Mexico S.A. de C.V.（Zensho USA 100.0％）- メキシコでの「SUKIYA」事業 |  | - Zensho do Brasil Comercio de Alimentos Ltda.（Zensho USA 100.0%）- ブラジルでの「SUKIYA」事業 - Pocino Foods Company（Zensho USA 100.0%）- 食肉事業 - MARUI Wasabi, Inc.（Zensho USA 50.0%）- 粉わさびの製造 |

【中国事業】
泉膳（中国）投資有限公司（ゼンショーHD 100.0%）- 中国事業の統括
- 泉盛餐飲（上海）有限公司（泉膳（中国）投資 100.0%）- 上海市を中心とした「食其家」事業

Zensho Hong Kong Co., Ltd.（ゼンショーHD 100.0%）- 香港を中心とした「食其家」事業
台湾善商股份有限公司（ゼンショーHD 100.0%）- 台湾全域での「食其家」事業
【ASEAN事業】
Zensho South East Asia Holdings Pte. Ltd.（「Zensho ASEAN」、ゼンショーHD 100.0%）- ASEAN事業の統括
- Zensho Holdings Malaysia Sdn. Bhd.（Zensho ASEAN 100.0%）- マレーシア事業の統括

| - Zensho Foods Malaysia Sdn. Bhd.（Zensho Malaysia 100.0%）-「SUKIYA」事業 - Zensho Ichiban Malaysia Sdn. Bhd.（Zensho Malaysia 100.0%）- ラーメン店「ICHIBAN」の経営 |  | - TCRS Restaurants Sdn. Bhd.（Zensho Malaysia 100.0%）- チキンライス専門店「The Chicken Rice Shop」などの経営 |

| - Zensho (Thailand) Co., Ltd.（Zensho ASEAN 100.0%）- タイでの「SUKIYA」事業 - Zensho Japanese Restaurant Company Pte. Ltd.（Zensho ASEAN 100.0%）- シンガポールでの日系ラーメン店「ICHIKOKUDO」の経営 |  | - PT. Zensho Indonesia（Zensho ASEAN 100.0%）- インドネシアでの「SUKIYA」事業 - Zensho Vietnam Co., Ltd.（Zensho ASEAN 100.0％）- ベトナムでの「SUKIYA」事業 |

Zensho (Philippines), Inc.（ゼンショーHD 70.0%）- フィリピンでの「SUKIYA」事業
【欧州事業】
Zensho Europe Holdings B.V.（ゼンショーHD 100.0%）- 欧州事業の統括
| - Worldfood To Go, S.L.（Zensho Europe 100.0%）- スペインを中心とした持ち帰り寿司店（直営・FC）の経営 |  | - Sushi Circle Gastronomie GmbH（Zensho Europe 100.0％）- ドイツを中心とした持ち帰り寿司店の経営 |

Zensho International Food Service Ltd.（ゼンショーHD 100.0%）- 持ち帰り寿司店事業の統括・管理
- SnowFox Topco Ltd[注釈 6] - 持ち帰り寿司店（米国）事業の統括・管理

| - JFE Franchising, Inc.（SnowFox US 100.0%） - Bento Sushihise Inc.（SnowFox US 100.0%） |  | - JFE Franchising, Inc.（SnowFox US 100.0%） |

### 小売事業
- スーパーマーケット（SM）などの展開

株式会社日本リテールホールディングス（ゼンショーHD 100.0%）- 小売事業の統括
| - 株式会社ジョイマート（日本リテールHD 100.0%）- SM「ジョイフーズ」などの運営 - 株式会社さくらみくら（日本リテールHD 100.0％）- CVS事業 |  | - 株式会社ユナイテッドベジーズ（日本リテールHD 83.98%）- 青果店の運営 |

### 介護事業
- シニア向け住宅や有料老人ホームなどの運営

株式会社日本介護ホールディングス（ゼンショーHD 100.0%）- 介護事業の統括
| - 株式会社輝（日本介護HD 100.0％）- 北海道内でのシニア向け住宅を展開 - 株式会社エンネルグ（日本介護HD 100.0％）- 愛知県内での看護・リハビリ・介護サービスを提供 - 株式会社アイメディケア（日本介護HD 100.0％）- 千葉県内での介護サービスを提供 |  | - 株式会社ロイヤルハウス石岡（日本介護HD 100.0％）- 茨城県内での介護付有料老人ホームを展開 - シニアライフサポート株式会社（日本介護HD 100.0％）- 埼玉県内での介護付有料老人ホームを展開 |

### MMD
- ゼンショーグループでの食材管理システムの運営等

#### 調達部門
株式会社グローバルMDホールディングス（ゼンショーHD 100.0％）- 国内外の調達機能会社
| - 株式会社マリックス（グローバルMD 100.0%）- 水産事業 |  | - 株式会社五十嵐水産（グローバルMD 100.0%）- 水産事業 |

株式会社日本発展商事ホールディングス（ゼンショーHD 100.0％）- 国内調達機能の統括
| - 株式会社北海発展商事（日本発展商事HD 100.0%）- 北海道の特産品の調達等 - 株式会社九州発展商事（日本発展商事HD 100.0%）- 九州地方の特産品の調達等 |  | - 株式会社東北発展商事（日本発展商事HD 100.0%）- 東北地方の特産品の調達等 - 株式会社沖縄発展商事（日本発展商事HD 100.0%）- 沖縄県の特産品の調達等 |

株式会社グローバル発展商事ホールディングス（ゼンショーHD 100.0％）- 国外調達機能の統括
| - 青島泉膳貿易発展有限公司（グローバル発展商事HD 100.0%）- 中国青島市での貿易事業 - Hatten Shoji Europe B.V.（グローバル発展商事HD 100.0%）- 欧州での食品事業 - Hatten Shoji Chile SpA（グローバル発展商事HD 100.0%）- チリを中心とした食品事業 |  | - Hatten Shoji Vietnam LLC.（グローバル発展商事HD 100.0%）- ベトナムでの食品事業 - Hatten Shoji Oceania Pty Ltd.（グローバル発展商事HD 100.0%）- オセアニア州での食品事業 |

株式会社善祥園（ゼンショーHD 49.45%）- 北海道十勝郡での牧場の経営
有限会社木下ファーム（ゼンショーHD 49.66％）- 北海道大樹町での牧場の経営

#### 製造・物流部門
株式会社ゼンショーファクトリーホールディングス（ゼンショーHD 100.0%）- 製造部門の統括
| - 株式会社GFF（ゼンショーファクトリーHD 100.0%）- ゼンショーグループの製造機能の中核会社 - 株式会社サンビシ（ゼンショーファクトリーHD 100.0%）- 醬油メーカー |  | - 株式会社TRファクトリー（ゼンショーファクトリーHD 100.0%）- ピザ専門メーカー - 株式会社グローバルフレッシュサプライ（ゼンショーファクトリーHD 100.0%）- 物流業 |

| - 株式会社ゼンショーライス（ゼンショーHD 100.0%）- 米の販売 - 株式会社齋藤商店（ゼンショーライス 100.0%）- 米の販売 |  | - 株式会社トロナジャパン（ゼンショーHD 100.0%）- 冷凍食品などの販売 - 晴雲酒造株式会社（ゼンショーHD 100.0%）- 酒造販売事業 |

### サポートカンパニー
- グループ事業の多角的なサポート業務

#### 輸出入業務
| 株式会社ゼンショー商事（ゼンショーHD 100.0%）- 食材・食品等の調達業務 |  | 株式会社グローバルテーブルサプライ（ゼンショーHD 100.0%）- 店舗の消耗品、備品等の販売 |

#### 金融
| 株式会社ゼンショー・クーカ（ゼンショーHD 100.0%）- グループ電子マネー「ZENSHO CooCa」の発行、運営管理 |  | 株式会社ゼンショー・インシュアランス・サービス（ゼンショーHD 100.0％）- 従業員向け損害保険代理業務 |

#### エンジニアリング
| - 株式会社グローバルITサービス（ゼンショーHD 100.0％）- IT関連事業 - 株式会社品川デザイン（ゼンショーHD 100.0％）- UI・UXデザイン事業 |  | - 株式会社テクノ建設（ゼンショーHD 100.0%）- 店舗の設計、施工、監理 - 株式会社ゼンショー・クリーン・エナジー（ゼンショーHD 100.0）- 太陽光発電事業 |

#### コーポレート
| - 株式会社ゼンショービジネスサービス（ゼンショーHD 100.0%）- 事務処理サービス業務など（特例子会社） - 株式会社JinZai（ゼンショーHD 100.0％）- 国際人財採用支援事業 - 株式会社ゼンショーベストクルー（ゼンショーHD 100.0％）- 求人募集 |  | - 株式会社ゼンショーストアサポート（ゼンショーHD 100.0％）- 店舗のサポート業務（特例子会社） - 株式会社ヒューマンロジック研究所（ゼンショーHD 100.0％）- 人事戦略事業 - 株式会社かがやき保育園（ゼンショーHD 100.0％）- 社内保育所の運営 |

### かつてのグループ会社
- 株式会社日本ウェンディーズ - ハンバーガーショップ「ウェンディーズ」を展開。アメリカ本部とのFC契約解除に伴い2009年12月31日を以て全店閉店。法人は翌2010年3月31日付で初代ゼンショー（現：ゼンショーHD）に合併。
- 株式会社あきんどスシロー - 回転寿司チェーン「スシロー」「あきんど」を展開。2009年5月31日を以てグループから離脱
- カッパ・クリエイト株式会社 - 回転寿司チェーン「かっぱ寿司」を展開。2008年8月15日を以てグループから離脱
- 株式会社シカゴピザ - 宅配ピザと宅配パスタチェーン「シカゴピザファクトリー」を展開。2008年4月から株式会社トロナジャパンより分社化、2011年6月30日を以てグループ離脱。
- Catalina Restaurant Group - アメリカ西海岸を中心に、レストラン「ココス」「キャローズ」を運営。2015年3月31日を以てグループから離脱
- 大和フーヅ株式会社 -「ミスタードーナツ」と「モスバーガー」のFC店舗運営。2016年4月28日を以てグループから離脱

## CooCa
CooCa（クーカ）は、2015年11月より発行を開始していた、ゼンショーグループで利用できたプリペイド式の電子マネー兼ポイントカードであった。すき家、はま寿司、COCO'S、ジョリーパスタ、華屋与兵衛、宝島、牛庵、いちばんで利用できる。発行は無料であり、1,000円以上のチャージが必要である。チャージは店頭、または公式サイトで可能であり、1回のチャージで49,000円、最大10万円までチャージができた。また、CooCaマネー決済時にポイントが貯まるポイントカードの機能も有している。
2019年3月より他の決済手段（現金・クレジットカード・他の電子マネー）でもCooCaポイントが貯まるサービスに切り替わり、2019年11月26日に同日限りでのCooCaマネーのチャージ停止、2021年11月末でのCooCaマネー決済のサービス終了がアナウンスされた。CooCaマネー廃止後もポイントサービスは継続していたが、2024年4月21日限りでポイント付与を終了し、1年間のポイント利用期間を経た2025年4月21日 23:59をもって完全にサービスを終了する事がアナウンスされた。
ゼンショーグループではCooCa以外にも、共通ポイントの楽天ポイント・dポイントも利用可能。CooCaポイント付与終了後の2024年4月22日からは同日にTポイントから名称変更したVポイントサービスも開始している。なお、Pontaは2022年7月4日をもってサービスを終了している。

## 諸問題・不祥事

### 勤務形態に関する問題
ゼンショーグループでは、本社採用の新卒者のほかに、本部並びに各店舗ブランドごとに『アルバイト』として、時間給のシフト勤務労働者を一括して募集している。店舗に勤務する正社員は基本的に店舗管理マネジャー（いわゆる「店長」）のみで、実質的には『アルバイト』による店員（「クルー」と呼ばれる）が店舗運営を担っていると思われるが、「すき家」では店長と複数店舗担当者は正社員ではなく契約社員の場合もある。
この『アルバイト』の勤務形態について、ゼンショーでは労働問題調停（後述）の場において「『アルバイト』と称する者らの業務実態を精査した結果、『アルバイト』の業務遂行状況は、およそ労働契約と評価することはできない」「会社とアルバイトとの関係は、労働契約関係ではなく、請負契約に類似する業務委託契約である」と主張しており、すなわち『アルバイト』は、ゼンショーとの雇用関係にない個人事業主としての個人請負契約であることを表明している。
これは、勤務シフト（労働形態）を『アルバイト』自身が選択できる（すなわち労働形態の選択権が会社側にない）ことを根拠に主張しているものだが、このことから『アルバイト』の労働環境を巡って、ゼンショーと『アルバイト』との間で複数の軋轢を生んだ。
- 2006年5月、東京都渋谷区内のすき家で『アルバイト』として勤務していた男性の解雇を巡り、労働基準法で定められた残業代が支払われていないことが発覚、同月17日の参議院厚生労働委員会での質疑で、日本共産党の小池晃がゼンショーの残業代未払い賃金問題について厚生労働省へ見解を求めた。国会の委員会で取り上げられたことがマスメディアで報道された後、ゼンショー側がアルバイト男性の解雇を撤回、2006年12月分の給与から未払い深夜割り増し残業代の支払いを始めることを発表した[79]。なお、過去の未払い残業代の支払いには未だ応じていない[80]。
- 2007年11月、宮城県仙台市泉区のすき家で勤務する3名が支払われていない残業代約17万円を求める是正申告を仙台労働基準監督署に行った。アルバイトの労働問題を支援する首都圏青年ユニオンによれば、未払い残業代の支払いを求めたが、2006年11月以降ゼンショーは首都圏青年ユニオンと継続的な交渉に応じないという[81]。首都圏青年ユニオンは労働組合「すき家ユニオン」を結成し、すき家労働者に加入を呼びかけ、ゼンショーに交渉を求めている[82]。
  - 東京都労働委員会は2009年11月、「従業員は会社のマニュアルに従い決められたシフトで働いている」ことを根拠に、ゼンショーと『アルバイト』は労働契約関係にあるとして不当労働行為を認定、ゼンショーに対しアルバイト店員らで作る労働組合との団体交渉に応じるよう命じ、会社側の主張を退けた[83]。これに対してゼンショーは中央労働委員会（中労委）に再審査を申告するが、2010年8月27日に中労委が棄却[84]。これを不満としたゼンショーは中労委に対して命令の取り消し求める裁判を東京地方裁判所に提訴、2012年2月16日に請求を棄却する判決が下され[85]、ゼンショーが控訴した東京高等裁判所での2審でも、2012年7月31日に請求を棄却する判決が下された[86]。
  - ゼンショー側が是正勧告書の受取りを拒否したため、2008年4月、ゼンショーと当時の社長を労働基準法違反容疑で仙台地方検察庁に刑事告訴、ゼンショーと社長は書類送検されている（その後、2009年1月に未払いを認定した上で、労働基準法違反容疑で書類送検された同社などを起訴猶予処分、社長は嫌疑不十分で不起訴）[87]。
  - アルバイト3人は仙台地検への刑事告訴と並行して、ゼンショーに対し未払い残業代など計約99万円の支払いを求め東京地方裁判所に提訴、2010年8月にゼンショー側が原告の言い分を認めて争わない意思を示す「認諾」をし、訴訟が終了した[88]。
  - その後ゼンショー側は2009年4月、訴えを起こした3人のうち女性店員に対し、ご飯5杯分を勝手に食べた・残業代をだまし取ったとして窃盗・詐欺で仙台地検に逆に刑事告訴（嫌疑不十分として不起訴処分）する事態となっており[87]、告訴された店員は「残業代未払い裁判に対しての威嚇、報復行為である」として反発、2010年12月に不当嫌疑による降格処分に対する賃金の差額と、団体交渉を拒否したことに起因する損害賠償を求め、東京地裁に提訴している[89]。2012年12月21日、ゼンショー側が、1.これまでの不誠実な態度を謝罪し団体交渉に応じる 2.原告と労組に解決金を支払う 3.原告が組合員である事を理由に不利益な扱いをしない、の内容を示し和解[90]。

### 強盗・窃盗事件多発問題
すき家における強盗事件多発問題は、すき家が吉野家を抜いて牛丼チェーン店首位に立った2008年頃から表面化し始めた。
警察庁の資料によると、2010年のすき家における強盗被害の件数は57件で、飲食店を狙った強盗被害の総数121件の半数近くをすき家が占めた。また同じ店舗で強盗が3回入ったり、1日に各地で強盗が4件入る例も発生した。同時期に、インターネット上の掲示板にて｢強盗マニュアル」が流布されており、話題となった。
こうした状況を踏まえ、2010年に愛知県警察がゼンショーへ10回以上も業務改善要請（防犯ベルと店外の赤色灯の設置などを）を出した他、警察庁も2010年11月に防犯対策の強化を口頭で要請するなど、異例の対応が取られた。
ゼンショーはこうした現状について「すでに十分な対策をとっている」と述べていたが、警察庁が2011年6月に調査したところ、ほとんどの店で改善が見られなかった。
このため、2011年10月13日に警察庁生活安全局生活安全企画課は、ゼンショーに防犯体制強化を文書で要請した。これを受けてゼンショーでは防犯対策強化の一環として、2012年3月末までにすき家での深夜の一人勤務体制を解消すると発表した。
これに関連して、警察庁は2011年10月25日深夜から10月26日未明にかけて、全国一斉の抜き打ち防犯調査を実施し、防犯体制の調査や指導を行った。2011年12月15日には、店員が首から吊り下げる小型ペンダント状のワイヤレス非常通報機器をすき家全店舗に導入。2012年1月には2度目の防犯体制調査が行われ、各都道府県警がすき家店舗を訪問して進捗状況を確認した。
その後も、深夜に一人勤務している際に強盗に襲撃されるケースがしばしば発生した。ピークであった2011年に比べると、2012年以降は牛丼店への強盗の発生件数自体は半減したものの、依然として全体の発生件数のうち、85%をすき家が占める状態にあった。
すき家が強盗や窃盗の標的になる理由として、深夜に店員が1人になる時間帯があること、キャッシュレジスターが出入口付近の1か所にのみ設置され、そこに現金が集約されていること、ほかの牛丼チェーンと比べカウンター内部に入りやすい構造となっていること、夜間に人通りが少なく逃走しやすい郊外型店舗が多いこと、警備会社と契約していない店舗があることが指摘されている。
ゼンショーは2014年9月30日、24時間営業の店舗は複数の従業員を配置する、深夜営業休止の店舗は機械警備を導入して、防犯を強化する強盗対策を発表した。

### ワンオペ問題による「すき家」店舗の一時閉店・深夜営業休止

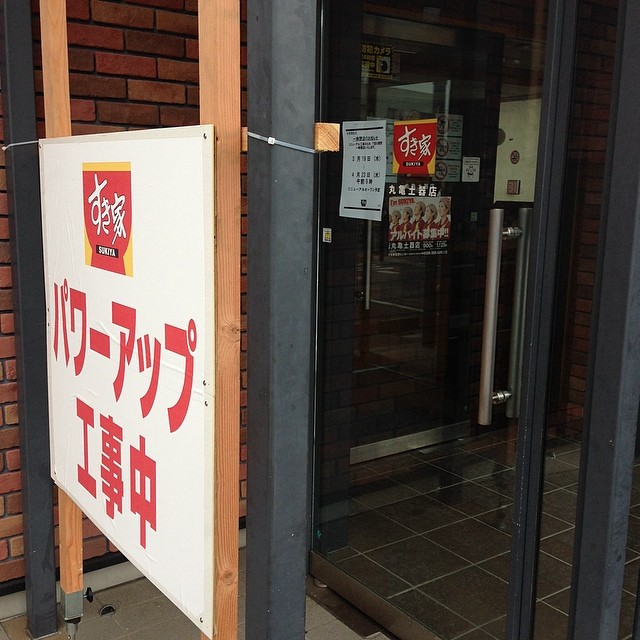
2014年3月、丸亀市内

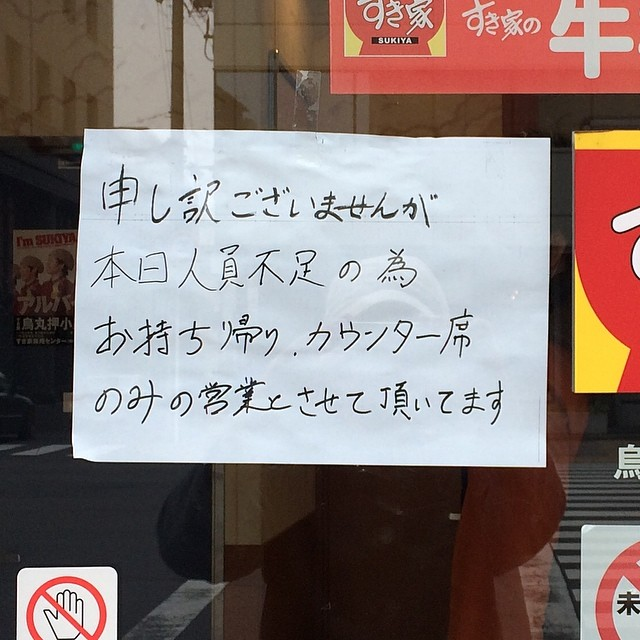
2014年4月、京都市内

2014年3月下旬からすき家の一部店舗が一時的に閉鎖され、その原因が「店舗の人員不足」であると一部のネットニュースなどが報じた。その要因として深夜帯に店員1人で営業する（ワンオペ）店舗があり、これに加えて、同年2月14日より発売を開始した「牛すき鍋定食」が店舗での仕込みに非常に時間がかかり、厨房が回らなくなっているのが理由だと報じられた。
これらの報道について、ゼンショーの広報室はITmediaの取材に対し、一時的な閉店は厨房の強化を中心とした改装作業によるものが基本であり、人員不足による一時的な閉店は「常時抱えている問題」と認識した上で、牛すき鍋定食の提供開始に関連したものではとの指摘には「ファストフード店として手短に仕込み・提供できるような商品を開発し、実験店舗で確認した後に展開している」と回答しており、一連の報道を一部否定している。
ゼンショーHDは2014年4月17日で「『すき家』の職場環境改善に向けた施策について」と題したニュースリリースを発表、すき家を全国7地域に地域分社化することを軸とした労働環境の改善策を発表した。このリリースの中で「殊に本年2月から3月にかけて、流通産業全体に及ぶ折からの人手不足と、仕込みにこれまで以上の手間を要する新商品の導入にともない、『すき家』従業員の負担増が深刻化した」と、牛すき鍋定食の提供開始が従業員の負担増となり、店舗の一時閉店の遠因になったことを認めている。24時間営業を止め深夜営業を休止して営業再開した店舗もある。
ゼンショーHDは2014年9月30日で「『すき家』の労働環境改善に向けた改革の進捗について」と題したニュースリリースを発表。2014年9月30日現在で24時間営業を実施していた1843店舗のうち、589店舗は複数の従業員を配置して深夜における勤務体制を確立した上で同年10月1日以降も24時間営業を継続する。1人勤務が完全に解消できない店舗のうち、87店舗は曜日により深夜営業を休止、残る1167店は全曜日で深夜営業休止とした。その後は労働環境を改善することで人手不足を解消し、2016年12月時点で深夜営業休止中の店舗は127店まで縮小し、休止していた約9割の店舗で深夜営業を再開した。
しかし、一部の地域において、引き続きワンオペの時間帯が残存し、2022年1月に愛知県名古屋市内の店舗でワンオペ勤務中の従業員が死亡する事故が発生した。これを受けて、すき家は同年6月末までに全時間帯において、複数勤務とし、ワンオペ体制を解消することを同月1日に発表した。

### 第三者委員会による調査結果と提言
前述の一時閉店問題を受けて、ゼンショーは2014年4月28日、弁護士の久保利英明を委員長とする「『すき家』の労働環境改善に関る第三者委員会」を設置。第三者委員会は全正社員581名とクルー468名を対象にアンケートを実施し、2014年7月31日に調査報告書をゼンショーに提出した。
この報告書では、店舗の一時閉店は正社員の管理体制変更と「牛すき鍋定食」の投入のタイミングが重なった結果、現場のオペレーションが十分機能しなくなったことでクルーの不満が爆発し、社員及びクルーが大量退職する結果になったため、としている。さらに、それ以前から月500時間を超える勤務実態も見られるなど過重労働が常態化しており、人事部門がこうした問題を把握しつつも取締役会に諮られた形跡がなく、加えて監査役が内部監査室による過重労働に関する指摘を把握しながら、監査役会で諮られた形跡もなく、総じてゼンショーの社内で過重労働に対する感覚が麻痺していたとも指摘している。
これらについて、報告書では以下のような要因があると位置づけている。
- 人手不足状況による過重労働の発生と、危機意識をもつ経営幹部の不在（総社員数が増えていないのに新規出店を推進するため負担が増える、など）[127]
- 過重労働を是正できなかった組織上の問題（企業ガバナンスの欠如、自己責任論に基づく責任の部下への押しつけと問題点の「言いっ放し」「聞きっぱなし」の蔓延、など）[128]
- 経営幹部の思考・行動パターンの問題（顧客満足度のみを重視し労働環境を軽視、「自分はやってきた」という幹部の成功体験に基づく部下への指導方針、数値に基づく収益追求と精神論に基づく労働力投入、など）[129]

これらを踏まえ、一定時間以上の長時間労働の絶対的禁止のルール化と、その実現のための体制整備や「ワンオペ」の解消、経営幹部の企業意識改革のために研修の実施などを提言している。
2014年6月には、サービス水準の向上と店舗で働く従業員の声を反映しやすい環境を整えるため、全国2,000店舗を7つのエリアに分割し、それぞれに地域運営会社を設立した。また長時間労働撲滅に向けて会社と労働組合合同で「時間管理委員会」を設置。2015年2月から、会社としてクルーの生の声を聞く目的で「クルーミーティング」を全国規模で実施し、そこで上がった要望を元に茨城県つくば市などに事業所内保育所を設置した。そして2015年、2016年と2年連続で社員のベースアップ、クルーの時給アップを一律に実施した。
2017年、ゼンショーは深夜営業における過密労働対策として、11時間のインターバル規制を実験的に始めることで、労働組合と合意した。

### 子会社店舗における食中毒死亡事件
ゼンショー子会社のフレッシュコーポレーションが運営する惣菜店の「でりしゃす」が2017年8月7日と8月8日に販売したポテトサラダを食べた客が病原性大腸菌による集団食中毒を起こし、そのうちの3歳女児1人が死亡した食中毒事件に関し、コメントを発表した。

### 「すき家」における異物混入事件
2022年4月13日、三重県のすき家店舗で来店した客が食事を注文したところ、店員が運んで来た麦茶のコップにゴキブリが混入しているのを発見し、その写真をSNSに投稿した。翌日、投稿者は保健所に連絡し、三重県の伊賀保健所が調査にあたった。駆除業者によって14日中には殺虫剤がまかれたが、すき家の広報担当者は取材に対し混入の原因については「今のところは、分かっていません」とし、「保健所の指示に従いながら、店舗の状況を改善したい」と回答した。
2025年1月21日、鳥取県の「すき家 鳥取南吉方店」で朝食を注文した客が提供された食事を摂ろうとしたところ、食べる前に味噌汁の中にネズミの死骸が混入していることに気付き、保健所と本社に連絡した。その客はGoogleマップのクチコミに苦情と味噌汁の写真を投稿し、その生々しい光景から当初はAI生成による偽の画像ではないかとSNSで憶測が飛び交ったが、事件発生から約二か月後の3月22日になってすき家は自社HPにてこれが事実であったと公表し謝罪文を掲載した。事件発生時には同店舗にて他の客にも味噌汁が提供されていたが、死骸が混入していたのは該当客の椀だけだったという。3月27日にはすき家は自社HPにて新たな声明を発表し、ネズミ混入の原因について「大型冷蔵庫の劣化したパッキン部分から侵入した個体が内部に保管されていた作り置きの椀にもぐりこんだまま死亡した為」と説明した。公表まで約二か月を要したのは、当該店舗の冷蔵庫が店外に面しているという特殊な事例であったこと、その時点で展開中の全国1,971店舗のうち同タイプの構造店は72店舗ありそれらが保有する大型冷蔵庫へのパッキン部分の点検および交換と異物混入対策が優先されたことを理由としている。また、仕込みの様子を記録した監視カメラの映像から加熱中の鍋にネズミが入り込むような場面はなかったことや、混入していたネズミの死骸をカタラーゼ検査にかけたところ加熱された形跡はなかったことから、ネズミが鍋で煮込まれた可能性については否定した。
鳥取南吉方店は事件発生後に保健所の担当者から現地確認後指導をうけ、異物混入に繋がる可能性のある建物のひび割れなどへの対策や従業員への衛生管理教育を実施し、発生2日後には営業を再開していたが、3月22日の公表にともない、3月24日から4月21日まで改装工事のため一時閉店するとしている。
2025年3月28日、東京都の「すき家 昭島駅南店」を利用した客からテイクアウトした商品に害虫（ゴキブリ）が混入していたとの指摘があり、すき家は商品を回収するとともに料金について返金に応じた。昭島駅南店は同日午後5時ごろから営業休止となった。異物混入事件が相次いだことをうけ、すき家は自社HPにて謝罪文を掲載し、3月31日から4月4日までの間、異物混入対策を行うためショッピングセンター内などの一部店舗を除く全店舗を一時閉店することを決定した。

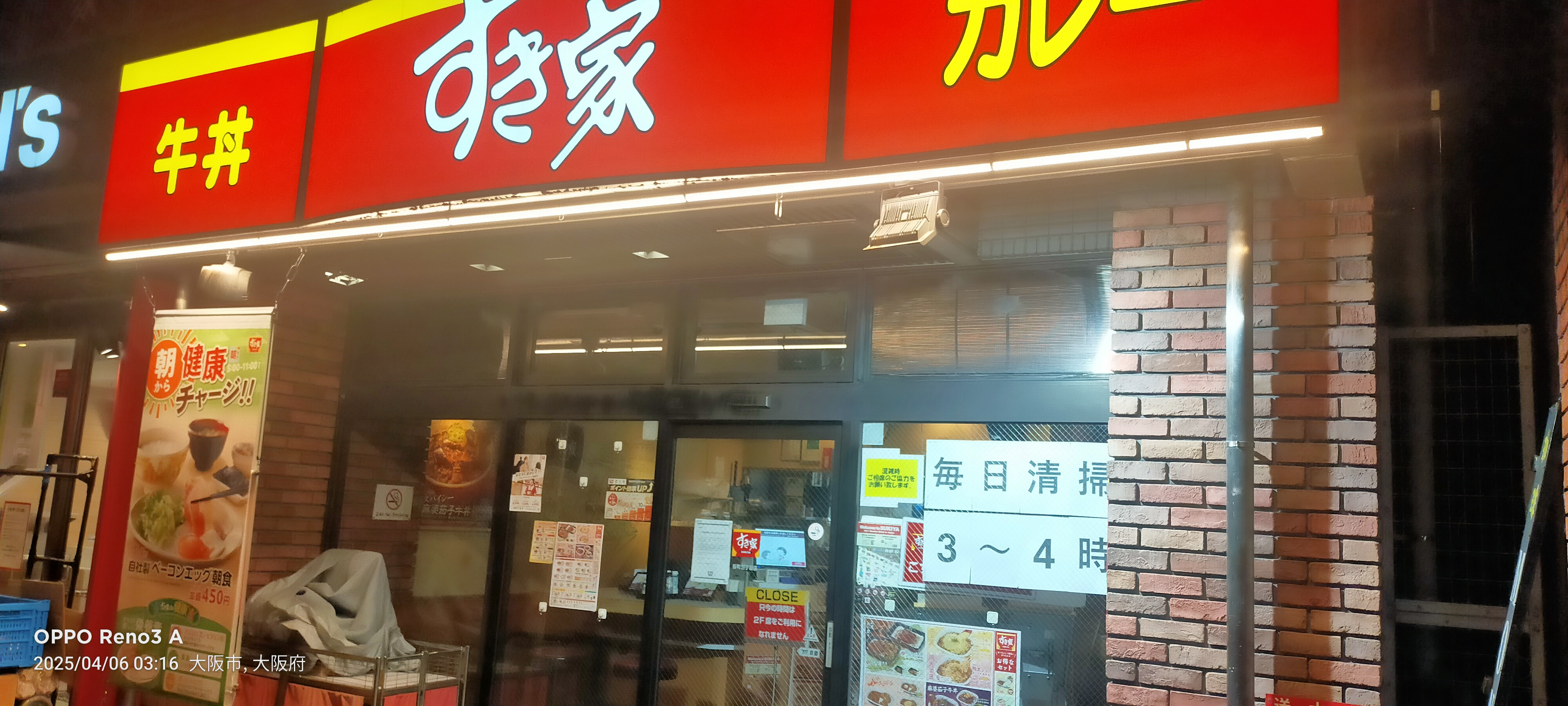
午前3時から4時までの清掃時間表示（大阪市）

2025年4月3日、すき家は自社HPにて営業再開の告知を行った。また、今後の異物混入対策として、各店舗でのゴミ庫の冷蔵化の実施や厨房の改装、一部店舗を除いた全店舗で24時間営業の取りやめと清掃時間の導入などを発表した。